# Juan Antonio Crespín Rodríguez
Juan Antonio Crespín Rodríguez (Avellaneda, 31 de juliol de 1961) és un exfutbolista argentí, que jugava com a davanter.

## Trajectòria
Comença a jugar amb el CA Lanús, on romandria dos anys abans que en 1983 fitxara pel San Lorenzo de Almagro, amb qui debuta a la màxima categoria del seu país. No és titular en aquesta entitat, que el retorna en 1986 al Lanús, equip que per aquella època hi militava a la Segona Divisió. En el Lanús hi marcaria 16 gols en una campanya, xifra que tot i no ser en una màxima categoria, crida l'atenció d'equips europeus, i el 1988 fitxa pel Reial Saragossa.
Hi juga la campanya 88/89 amb el quadre aragonès. Hi marcaria 8 gols en 31 partits, sent el màxim golejador del seu equip, cinquè de la classificació. Però, tot això no serveix per romandre a l'equip, i marxa a l'Elx CF.
L'equip il·licità acabava de baixar a Segona Divisió. En dos anys (89/91) l'argentí va marcar 17 gols, que no van aprofitar per retornar a Primera. Al contrari, a l'estiu de 1991, l'Elx baixava a Segona B, on Crespín jugaria una temporada. Ací hi marcaria deu gols, mentre que els valencians cauen a la lligueta d'ascens.
L'estiu de 1992, l'argentí és fitxat pel Cadis CF i retorna a Primera, però tot just apareix en set ocasions amb els andalusos. A l'any següent recala al Marbella, de Segona Divisió, equip al qual marca vuit gols.
A partir de la temporada 94/95, la carrera del davanter prossegueix per la Segona Divisió B i la Tercera. Milita al CD San Fernando (94/95), Xerez CD (95/96), San Pedro de Alcántara (96/97), Novelda CF (97/98) i Santa Pola, on es retira el 1999.
Després de penjar les botes, ha seguit vinculat al món del futbol com a entrenador d'equips de base de l'Elx CF i del Santa Pola.